# Великий Лондон (міська агломерація)
Міська агломерація Великий Лондон (англ. Greater London Urban Area) — найбільша Список міських агломерацій Великої Британіїміська агломерація Англії з населенням в понад вісім мільйонів чоловік, розташована в регіонах Великий Лондон, Східна Англія і Південно-Східна Англія. Головне місто агломерації — Лондон.
У вузькому сенсі слова розуміють Лондонську міську агломерацію, на відміну від Лондонської агломерації в широкому сенсі слова — Лондонського метрополітенського району.
За даними Міністерства статистики Англії в 2001 році міська агломерація "Великий Лондон" складалася з 50 населених пунктів загальною чисельністю населення 8 278 251 осіб.

## Список населених пунктів
Населені пункти міської агломерації Великий Лондон наведені по регіонах та кількості населення в них.

### Регіон Великий Лондон
- Кройдон 316 283
- Барнет 314 019
- Ілінг 300 948
- Бромлі 280 305
- Енфілд 273 203
- Ламбет 267 785
- Брент 263 464
- Вандзверт 259 881
- Луїшем 248 922
- Ньюем 243 891
- Саутуарк 243 749
- Хіллінгдон 242 755
- Редбрідж 240 796
- Гейверінг 223 193
- Гринвіч 219 263
- Уолт-Форест 218 341
- Харінга 216 507
- Хаунслоу 212 341
- Бекслі 211 802
- Харроу 206 643
- Хакні 202 824
- Камден 198 020
- Тауер-Хамлетс 196 106
- Мертон 187 908
- Вестмінстер 181 766
- Саттон 177 796
- Іслінгтон 175 797
- Річмонд-на-Темзі 172 335
- Хаммерсміті і Фулем 165 242
- Баркинг і Дагенем 163 944
- Кенсінгтон і Челсі 158 439
- Кінгстон-апон-Темс 146 873

### Регіон Східна Англія
- Уотфорд 120 960
- Хемел-Хемпстід 83 118
- Чезант 55 275
- Лаутон 41 078
- Ходдесдон 35 235

### Регіон Південно-Східна Англія
- Уокинг / Біфліт 101 127
- Епсом і Юелл 64 493
- Дартфорд 56 818
- Грейвсенд 53 045
- Уолтон-он-Темс і Уейбрідж 52 890
- Стейнс-апон-Темс 50 538
- Ешер / Моулсі 50 344
- Летерхед 42 885
- Банстед / Тадуерт 38 664
- Катерем і Уарлінгем 31 649
- Егем 27 666
- Санбері-апон-Темс 27 415
- Нортфліт 23 457